# Walter Paul Teschner
Walter Paul Teschner ( n. 1927 ) es un botánico estadounidense, especialista en orquídeas.

## Honores

### Epónimos
- (Lauraceae) Litsea teschneri Kosterm.[2]

- La abreviatura «W.P.Teschner» se emplea para indicar a Walter Paul Teschner como autoridad en la descripción y clasificación científica de los vegetales.[3]